# Angelit (Band)
Angelit ist ein samisches Frauen-Duo, das aus dem Dorf Angeli in der Gemeinde Inari in Finnland stammt. Der Stil des Duos greift Elemente traditioneller samischer Folklore auf und umfasst unter anderem Joik-Gesang.

## Geschichte
Angeli liegt im finnischen Teil Sápmis und ist eines der wenigen vorwiegend samischen Dörfer in Nordfinnland.
1982 nahm der Lehrer Eino Ukkonen die beiden samischen Schwestern Ursula und Tuuni Länsman sowie vier andere Jungen und Mädchen aus Angeli mit zu einem samischen Festival in Utsjoki, wo sie als Gesangsgruppe auftraten. Das war die Geburtsstunde von Angelit. 1987 veröffentlichte die Gruppe ein erstes nicht-kommerzielles Tonband mit Weihnachtsliedern, das zusammen mit Mari Boine aufgenommen worden war. 1989 starb eines der Mitglieder bei einem Autounfall und die Band trennte sich.
Nur die beiden Länsman-Schwestern blieben übrig und nannten sich ab jetzt Angelin tytöt (finnisch) oder Aŋŋel nieiddat (nordsamisch; dt. „Mädchen von Angeli“). 1992 veröffentlichten sie ihr erstes Album Dolla (nordsamisch; dt. Feuer), gefolgt von Giitu (nordsamisch; dt. Danke), an dem auch schon Alfred Häkkinen mitwirkte.
1994 gab es eine erste Zusammenarbeit mit Waltari für den Titeltrack des Albums So Fine!. Auf der nachfolgenden Tour traten sie gemeinsam – auch mit zusätzlichen Stücken – auf. 1995 waren sie mit dem Song Jänkhä (finnisch) auf dem Album Big Bang vertreten; danach gab es noch eine gemeinsame Tour und seitdem mehrere gemeinsame Auftritte. Ebenfalls 1995 erschien das dritte Album Skeaikit (nordsamisch; dt. Lachen).
1997 benannte sich die Band in „Angelit“ (finnisch; dt. die Angelis) um.
Im Jahr 1998 nahmen Angelit und Waltari das erste komplette gemeinsame Album auf, das allerdings erst im Jahr 2000 als Waltari+Angelit: Channel Nordica herauskam. Zum 1998 erschienenen Album Alankomaat der niederländischen Gruppe Nits trug Angelit einige Joik-Samples bei.
1999 brachte Angelit ihr viertes Album Mannú (nordsamisch; dt. Mond) auf den Markt. Mannú unterschied sich von den vorherigen Alben dadurch, dass traditionelle samische Musik mit modernen Dance-Beats gemischt wurden. Es gab auch drei neue Bandmitglieder: Samuli Kosminen, Mamba Assefa und Kimmo Kajasto.
Das bisher letzte Album Reasons erschien 2003.

## Diskografie
Alben
- 1992: Dolla (Feuer)
- 1993: Giitu (Danke)
- 1995: Skeaikit (Lachen)
- 1995: The New Voice of North (Kompilation auf dem internationalen Markt als Girls of Angeli)
- 1999: Mannú (Mond)
- 2000: Channel Nordica (zusammen mit Waltari)
- 2003: Reasons